# Mihalkovo
Mihalkovo (en bulgare Михалково) est un village de Bulgarie méridionale situé dans l'oblast de Smoljan, obština de Devin, surtout connu pour sa source minérale. Il se trouve dans la partie occidentale des Rhodopes, non loin de la ville de Devin.
À 900 m à l'est du village, près de la rivière Čurekovska, jaillit la source d'eau gazeuse naturelle connue sous le nom de Mihalkovo. L'eau, qui présente une importante teneur en acide carbonique, jaillit à 28 °C. Elle est commercialisée sur le marché bulgare, mais également exportée. Sa composition chimique lui confère des vertus curatives, en particulier pour les maladies cardiaques, nerveuses et endocriniennes. À 16 km du village se trouve le chalet Persenk (du nom d'un sommet des Rhodopes, le mont Persenk, 2 091 m). De nombreux itinéraires de randonnée débutent à cet endroit, dont un vers la station de sports d'hiver de Pamporovo. Au nord du village se trouve le lac de barrage de la Văča, construit sur la rivière du même nom.

## Photographies

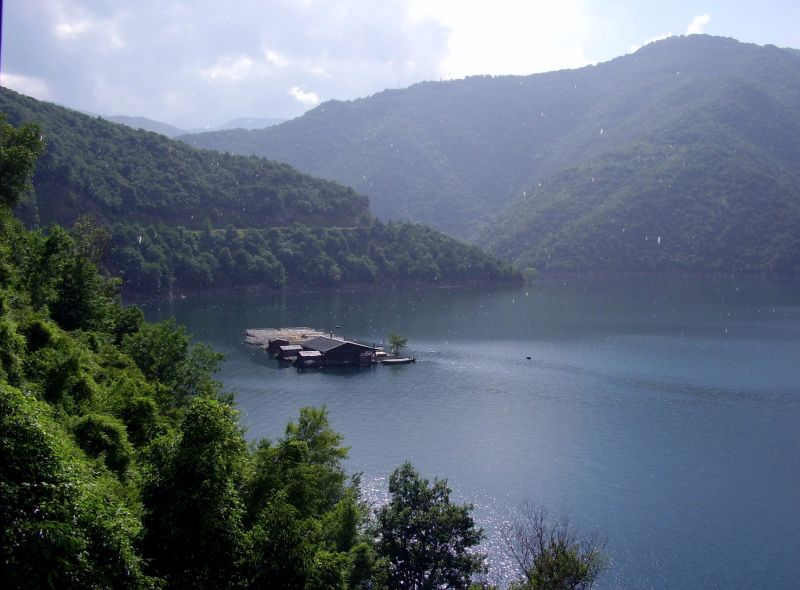
Lac de barrage de la Văča
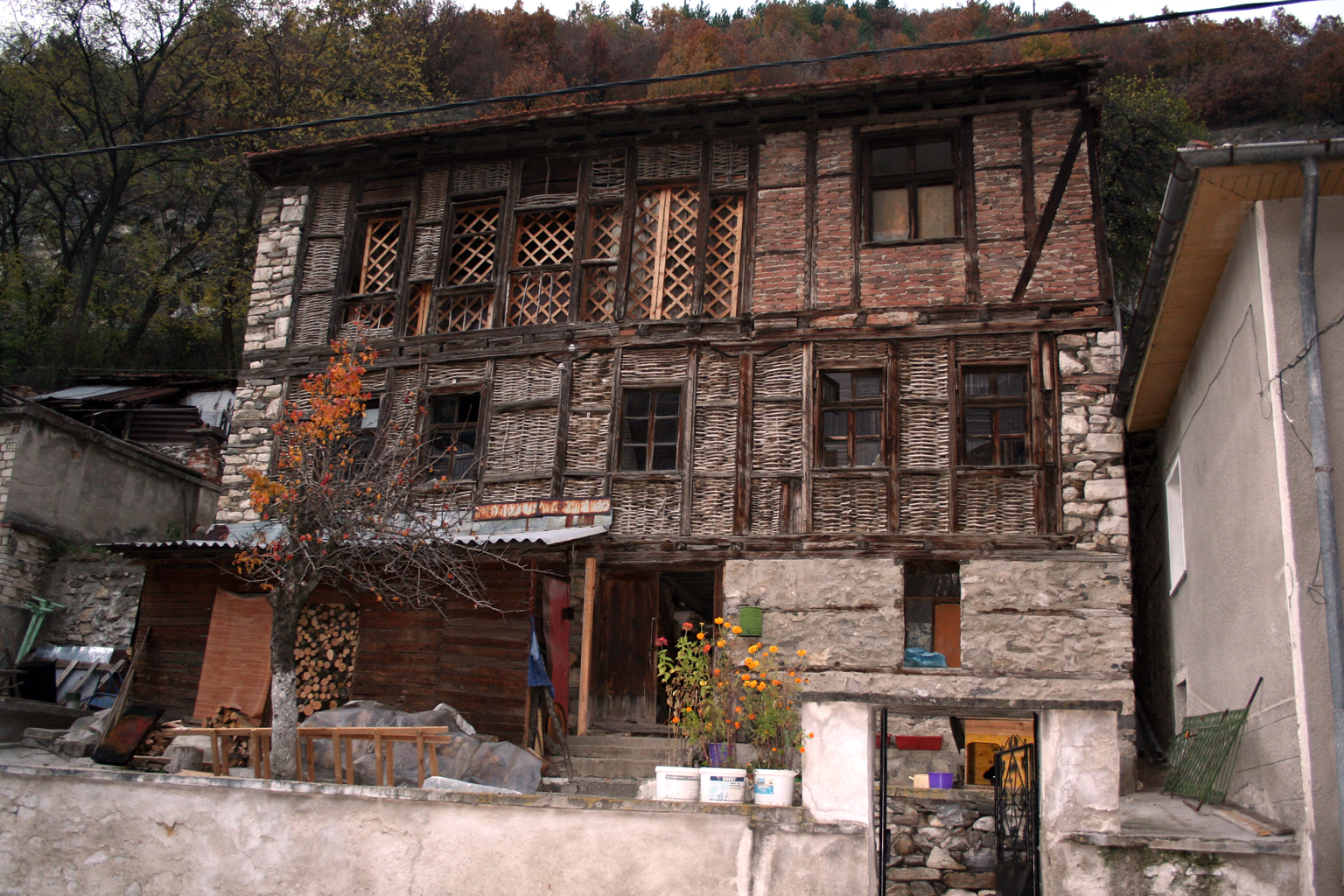
Maison à Mihalkovo